# Friedrich Burmeister
Pour les articles homonymes, voir Friedrich Burmeister (homme politique).
Friedrich Burmeister (1890–1969) est un géophysicien allemand. Il est directeur de l'observatoire géomagnétique de Munich.
Burmeister a étudié les mathématiques et la physique à l'université Ludwig Maximilian sous la direction de Hugo von Seeliger et Arnold Sommerfeld, et il a obtenu son doctorat en 1919.